# Copyfraud
Copyfraud (av engelska copyright, upphovsrätt, och fraud, bedrägeri) eller upphovsrättsbedrägeri innebär att någon påstår sig äga upphovsrätt till ett verk, trots att ingen upphovsrätt föreligger. Det kan handla om utgivning av lagtexter, som är undantagna från upphovsrätt, sånger av Carl Michael Bellman, som varit död i mer än 70 år och vars upphovsrätt därför har löpt ut, eller reproduktioner och nytryckningar av gamla verk (upphovsrätt gäller skapande, inte reproduktion). Det är inte ovanligt att utgivare eller webbplatser av slentrian hänger på "alla rätter förbehålls" eller "du får inte kopiera något innehåll", trots att detta saknar stöd i upphovsrättslagen.

## Källhänvisningar
1. ↑  "Copyfraud and Other Abuses of Intellectual Property Law". Arkiverad 2 april 2015 hämtat från the Wayback Machine. sup.org. Läst 14 mars 2015. (engelska)